# 白星
白星（しらほし）是日本動漫作品《ONE PIECE》裡的其中一個角色，魚人島龍宮王國的公主，為海王星三兄弟的妹妹，魚人島以外的人都用「人魚公主」（人魚姫）稱呼她。

## 人物
白星配戴魚型髮飾，有著波浪且飄逸的粉紅色長髮、水亮的藍色雙眼、秀麗的容貌、豐滿的胸部，以及深淺相間的粉紅色魚尾；她以美貌聞名於《ONE PIECE》的世界，其美貌無與倫比，據稱連海賊女帝波雅·漢考克都退讓其三分，是屹立於人魚族頂點的尤物。白星的體型比一般人魚還要來得巨大（遺傳自父親），因此連她使用的餐具容量都比一般人還要大好幾倍。
白星的性格溫柔善良，對所有人都相當溫文有禮，習慣在所有人的稱呼後都加上「先生」，如稱呼魯夫為「魯夫先生」，對吉貝爾則稱呼「吉貝爾老大」。因為被困在硬殼塔內足足十年，對外面的世界充滿好奇心；第一次見到魯夫便迫不及待問他有沒有見過太陽、花、動物等陸上的東西，特别是關於陸上的森林和樹木（其本人只見過海之森林的珊瑚林和巨大肥皂树的根部）。
個性卻敏感愛哭，更被魯夫冠以「愛哭鬼」、「膽小鬼」、「膽小星」、「弱弱星」等外號。值得一提，魯夫初次與白星見面的時候，已直言很討厭她，因他認為白星的體型雖然那麼巨大，卻竟是個「愛哭鬼」。有趣的是，白星是魯夫第二個剛見面就直言很討厭的人。雖然如此，白星在「魚人島事件」中奮不顧身阻擋諾亞的表現卻展示了她深藏的勇氣，連魯夫也對她有所改觀。
因為長期未接觸世面，白星不擅分辨和應對需要社交詞令的場合，所以跟隨父親尼普頓和三名兄長出席社交場合時，經常須居中調節白星和社交場合對象之間的互動。另一方面許多有心人士覬覦白星的出眾容貌與其擁有呼喚海王類的能力，使得她經常在劇裡遭遇有心人士給設局綁架與追獵的危機。

## 能力
操控海王類的力量
- 雖然人魚和魚人都可以召喚魚類或者和魚類溝通，但目前已知只有白星和空白100年間的人魚公主擁有可以控制海王類的能力。
- 海王類們曾以心電感應透漏，牠們每過數百年就有一位「王」以人魚的姿態降生世上，而牠們的力量就會是這位人魚的力量；白星就是牠們一直等待的「王」，透過意念或祈求即可呼喚海王類[10][註 2]。
- 然而在其他人的眼中，白星這項能力卻是足以摧毀全世界的可怕力量，繼承了空島歷史本文所記載的「古代兵器」－「海皇」波塞頓的名號[11]，是世上所有勢力都想據為己有的力量[13]。

### 霸氣
此外，白星擅長運用見聞色霸氣。

## 劇中表現
身世與經歷
- 白星出生於魚人島的龍宮王國，為龍宮王國國王尼普頓與皇后乙姬王妃最小的女兒。海王星三兄弟的么妹，在自己年幼時母親乙姬就已經為了「人類與魚人族和平共存」的理想，在島上號召魚人島的居民簽署遷移至陸地的聯署文件；自己就成她在心靈上的最大後盾[3]。
- 後來探險家兼太陽海賊團船長費雪·泰格被海軍殺害，魚人島上的居民都相信他是因「人類拒絕獻血」而身亡，因此對與人類共存感到相當絕望，紛紛要求乙姬退還他們的簽名。儘管如此乙姬仍透過廣播懇求島上居民為下一代的未來著想並苦勸他們不要將對人類的仇恨灌輸給下一代。當時的白星雖然年紀尚小卻也能體恤母親乙姬的心情，而且還在乙姬教授魚人島孩子關於陸地上的知識時，在旁聆聽乙姬的教學[14]。
- 在故事第二部的十年前，來自聖地的天龍人——唐吉訶德·穆斯加魯德為了奪回從他的手下逃走的魚人奴隸啟程來到魚人島，卻在途中被海獸攻擊導致船隻損毀，因而身受重傷並漂移到魚人島。受到重傷並求助無門的穆斯加魯德以囂張的態度脅迫島上的居民幫助他，導致曾為其奴隸的魚人們打算藉機殺掉他，卻因此誤傷前來保護穆斯加魯德的乙姬。然而穆斯加魯德不但沒有對乙姬心存感激甚至還拿著手槍準備攻擊她。當時6歲的白星目睹母親要被攻擊情急之下大聲哭喊，意外將海王類呼喚到現場，並把穆斯加魯德嚇到口吐白沫暈厥在地來解救母親[15]。因此島上的人們無不為之而震驚，亦有人意識到這不是出於偶然的情況。母親乙姬認為當時的自己不知道也無法控制這項能力很擔心這種能力會讓海王類四處作亂，因此特別囑咐海王星三兄弟要好好保護自己，還提到將來會出現能將這種能力引領到正確方向的關鍵人物，會使世界產生巨大的變化[16]。另一方面班塔·戴肯九世想起他的祖先就是為了追尋傳說中連海王類也聽令的人魚公主才來到海底；他為圓歷代祖先的夙願下定決心不惜一切也要娶白星為妻[15]。
- 當穆斯加魯德傷勢痊癒後乙姬隨同他前往聖地，並在一個禮拜後帶回天龍人署名同意人魚和人類友好關係的文件，然而乙姬卻在魚協和廣場上募集島民的聯署簽名時遭暗殺身亡。此時班塔·戴肯九世乘亂混入人群以擁有「靶靶果實」能力的手觸給摸到，自此便成他的狙擊目標[16]。
- 初時，班塔·戴肯九世只是把求婚的書信擲往自己，後來卻變本加厲地以恐嚇方式繼續「追求」（房門口有很多武器和被攻擊過的痕跡）使得父親尼普頓被逼下令追捕他，之後為了躲避狙擊而待在硬殼塔內長達十年時間，甚至連母親的葬禮都無法出席，通常由士兵送餐或大臣有事回報時都不得超過五分鐘[8]，只有自己的寵物鯊魚梅卡洛成為自己待在硬殼塔期間唯一的傾訴對象。

與魯夫相遇
- 就在魯夫等人抵達魚人島之前，白星正因為愛鯊梅卡洛失蹤一事而難過不已，連尼普頓都對此感到無可奈何。然而由於魯夫等人在抵達魚人島的途中擊敗挪威海怪，使得當時被挪威海怪觸手纏住的梅卡洛得以順利脫困安全回到龍宮王國。尼普頓得悉愛女的寵物被救於是在龍宮城設宴款待魯夫等人。期間魯夫因為聞到食物的香味，被吸引到白星的房間，正當魯夫摸黑溜進房間、準備大快朵頤後迅速離去時，卻在無意間觸摸到白星的胸部（還把她的胸部當成「像布丁一樣軟軟的珊瑚」而爬上去一直跳）而將她給驚醒[4]。起先誤認魯夫是準備來取她性命的入侵者當場在硬殼塔內嚎啕大哭，讓一向直來直往的魯夫倍感頭疼。因為魯夫隨意打開大門的緣故使班塔·戴肯九世扔出的斧頭順著門縫飛入房內，所幸魯夫挺身保護險遭狙擊的自己讓對魯夫特別改觀還特別在右大臣前來稟報其他草帽一夥成員在龍宮城鬧事的消息時，隱瞞魯夫來到硬殼塔的實情。等到右大臣離去後把自己在這十年來的遭遇告訴魯夫讓他在自己的房間裡飽餐一頓[8]。
- 之後要求魯夫代自己拜訪海之森林的心願後，考慮到魯夫不會游泳加上自己的身形過於巨大容易被人發現，因此魯夫前往海之森林之前幫他加上游水塗層，還讓自己藏在梅卡洛的嘴裡[17]。但途中梅卡洛因為感到相當不適，在抵達珊瑚之丘的同時達到忍受極限而從牠的嘴裡滑出來[18]，使得魯夫被誤認為綁架自己的犯人，香吉士更因為見到自己的容貌當場自動石化，但也讓香吉士見到美女狂噴鼻血的毛病不藥而癒[6]。與此同時向班塔·戴肯九世不是自己「喜歡的類型」而當面拒絕他的求婚（還因此讓旁人當場無言，因為「問題不在那裡」）。險被因苦候十年的「愛」被拒絕而惱羞成怒的班塔·戴肯九世給刺殺卻被魯夫輕易擊退所救[6]。在抵達海之森林以後完成弔謁母親的希望[19]，還和魯夫等人聆聽吉貝爾的過去，也因此和境遇相似的娜美一見如故甚至產生相惜的情感。

「魚人島事件」的參與
- 白星獲知父王尼普頓被荷帝·瓊斯給俘虜的消息時，和吉貝爾與梅卡洛前往魚協和廣場，卻落入荷帝·瓊斯的陷阱與吉貝爾一同被捉[20]。在聽到廣場上荷帝·瓊斯道出自己才是真正殺害母親乙姬的兇手的實情後[20]，表明自己早已被目擊一切的梅卡洛告知後知曉事實。也為了要遵守母親乙姬「不要憎恨兇手」的遺言，因此幾年來都沒有和魚人島的群眾公開真相[21]。就連吉貝爾在得知白星隱瞞真相的實情時，也不禁對她的善良敬佩不已[22]。之後與其他魚人島居民懇求魯夫幫忙保護魚人島，讓草帽海賊團名正言順地參與跟新魚人海賊團的戰鬥[21]。

能力覺醒
- 班塔·戴肯九世為把「誓約之舟」諾亞擲向魚人島，打算以魚人島上的人陪葬。為阻止諾亞破壞魚人島的巨大泡膜奮而挺身而出獨力阻擋諾亞，卻被事先躲在諾亞內的班塔·戴肯九世投擲刀刃給刺傷（其實只有右肩）[23]。隨後為了不讓諾亞破壞魚人島，甘願負傷作餌引導諾亞遠離魚人島，卻被班塔·戴肯九世窮追不捨地追擊，所幸被兩位兄長海皇星與翻車星出面搭救[24]。
- 此時班塔·戴肯九世卻被荷帝·瓊斯用三叉戟刺成重傷並摔落諾亞的甲板下，撞到船艙裡的貨物而陷入昏迷，導致本已遠離魚人島的諾亞竟筆直衝向魚人島；正當眾人無計可施之際，自身強烈的祈願成為了對海王類的呼喚，讓海王類成功阻止諾亞墜落魚人島[10]，更將諾亞拖到海之森林的深處。事後將身受重傷的魯夫帶回魚人島上還想捐血給他進行急救，但喬巴礙於自己的血型和魯夫不同只能委婉拒絕[12]。原先魯夫等人打算讓梅卡洛拖著加裝巨型氣泡的千陽號直接離開魚人島，但因為自己懇請魯夫等人接受魚人島民的報答，加上右大臣前來傳達尼普頓舉辦慶功宴會的消息，轉而回到龍宮城出席慶功宴會與皇室成員同歡。其後白星因為在慶功宴會場不勝酒力，打算返回寢室休息，卻遇上得知自己為古代兵器波塞頓的秘密、準備前來綁架自己的格列佛，並被他使用沼澤果實的能力困住身體無法動彈，最後幸得魯夫出手解圍脫險[13]。
- 就在魯夫對四皇「BIG MOM」夏洛特·莉莉宣戰後，草帽海賊團準備啟程離開魚人島，得知後深感不捨當場哭出來；然而對魯夫承諾往後不再做愛哭鬼並且向草帽海賊團伸出小指，約定下次見面時會和大家來趟「更遠的散步」見識真正的森林便就此和魯夫等人告別。

世界會議
- 唐吉訶德·多佛朗明哥被魯夫和羅等人的結盟擊潰後，各個加盟世界政府的國家分別派出代表參與世界會議。最初因為膽怯和希望和魯夫等人再會時始正式見識陸地的森林，一度不願偕同父兄出席，但因為長兄鯊星提醒母親乙姬王妃生前希望藉著參與世界會議，促進魚人和人魚與人類和平共處的遺願，以及魯夫等人當初於魚人島事件奮鬥的精神，使她改變初始時的排拒心情參與世界會議，希望讓魯夫得知自己參與世界會議並讚許自己變得更堅強。之後跟隨父兄抵達聖地馬力喬亞期間，深受圍觀民眾、出席世界會議的王公貴族、媒體記者密切關注，同時由於先前和魯夫等人的交集，和擔任護衛嚮導的魯夫的祖父暨海軍本部中將蒙其·D·卡普、曾受魯夫等人協助的阿拉巴斯坦王國公主娜菲魯塔利·薇薇和多雷斯羅薩國王利克·德爾多三世的皇孫女蕾貝卡等人有著良好互動。如願見識陸地和天空景色的白星深受眼前的景像感動，期許若是此次世界會議順利完成魚人族和人魚族遷居陸地的請願，將嘗試在陸地生活並讓魚人島的眾人見識充滿陽光的陸地世界[7]。另一方面，海王星三兄弟有鑒於自己不擅應對社交場合，時常出面替自己調節緩頰和出席世界會議的王公貴族之間的互動。差點被曾和魯夫等人結怨且因窺見自己的容貌而心生歪念闖進會場的天龍人查爾羅斯給擄走作為他的寵物，還令薇薇、蕾貝卡、雷奧、雜菜、尼普頓試圖為自己解危跟CP-0的羅布·路基發生衝突，所幸在曾於十年前被母親乙姬所救的天龍人唐吉訶德·穆斯加魯德為報答魚人島的恩情出面教訓歐打查爾羅斯而且制止羅布·路基對父親尼普頓等人出手，始令父親尼普頓與自己化險為夷，事後接受頓達塔族公主蔓雪莉的治療。
- 世界会议结束后，与家人们有卡普护送平安返还龙宫王国龙宫城。听卡普提起就在他们出发以后，会议解散后才发生的一件有关阿拉巴斯坦王国的事件这令自己不禁担忧起薇薇公主的安全。

## 其他
- 2012年夏天，日本富士電視台在台場舉辦活動，設有一個特設展區，建造了一座高15公尺，比例為1:1的白星公主模型[25][26][27]。

## 備註
1. ↑  魯夫在第一部故事初段，首次見到克比時，也因他太沒出息而表示討厭他。[9]
2. ↑  海王類更進一步透漏，距今800年前，生存在「空白的100年」時期的人類喬伊波伊，曾和當時和他活在同一年代的人魚公主立下了某個約定[11]，但後來卻因故無法實踐，而在海之森的珊瑚林留下對魚人島謝罪的歷史本文。
  - 而約定中的「方舟」諾亞其巨大的船型以及多條巨鍊即是設計用來讓海王類得以牽著船身移動，只有某特定一族人才能修復這艘船[12]。魚人島的居民也因此開始守護著島上的古老巨船「諾亞」，並深信將來會有代替喬博弈履行約定的人選出現。由於蒙其·D·魯夫似乎和哥爾·D·羅傑都能夠感覺到海王類的對話[12]，因此很有可能會是接替喬伊波伊的人。